# 211 (číslo)
Dvě stě jedenáct je přirozené číslo, které následuje po čísle dvě stě deset a předchází číslu dvě stě dvanáct. Římskými číslicemi se zapisuje CCXI a řeckými číslicemi σια.

## Matematika
211 je:
- Nešťastné číslo
- Příznivé prvočíslo
- Součet tří po sobě jdoucích prvočísel (67 + 71 + 73)
- Ve čtrnáctkové soustavě je toto číslo složené ze stejných číslic (11114)

## Chemie
- 211 je nukleonové číslo druhého nejstabilnějšího izotopu astatu.[1]

## Astronomie
- (211) Isolda je planetka hlavního pásu, kterou objevil v roce 1879 Johann Palisa.

## Doprava
- Silnice II/211 je česká silnice II. třídy vedoucí na trase Pardubice – Lázně Bohdaneč – Rohovládova Bělá – Nové Město (dříve úsek silnice silnice I/36)[2]

## Komunikace
- +211 je mezinárodní telefonní předvolba Jižního Súdánu.

## Roky
- 211
- 211 př. n. l.

## Ostatní
- E 211 je E kód konzervantu benzoanu sodného.